# Leulumoega
Leulumoega – miejscowość w Samoa, siedziba dystryktu Aʻana, na wyspie Upolu. W 2016 roku liczyło 1184 mieszkańców.